# Elymnias jynx
Elymnias jynx är en fjärilsart som beskrevs av Jacob Hübner 1818. Elymnias jynx ingår i släktet Elymnias och familjen praktfjärilar. Inga underarter finns listade i Catalogue of Life.